# Luke Young
Luke Paul Young (Harlow, 1979. július 19. –) angol labdarúgó, aki jelenleg a Queens Park Rangersben játszik és az angol válogatottban is szerepelt már.

## Családja
Young Harlow-ban, Essexben született. Bátyja, Neil Young a Bournemouth-ban töltött el hosszú időt. A Charlton Athletic elleni búcsúmeccsén ő a Bournemouth, míg Luke a Charlton kapitánya volt. A végeredmény 5-2 lett a Charlton javára.

## Pályafutása

### Tottenham Hotspur
Young a Tottenham Hotspurnél kezdte pályafutását 1997-ben. Több mind 50 alkalommal lépett pályára a londoniaknák, legtöbbször szélső hátvédként. 2001-ben 4 millió fontért a Charlton Athletichez igazolt.

### Charlton Athletic
A Charltonban 180-nál is több bajnoki meccsen lépett pályára, 2005-ben a szurkolók őt választották az év legjobb játékosának.
Young még Alan Curbishley irányítása alatt kérte a csapat vezetőitől, hogy helyezzék őt átadó listára, mivel nem értik meg egymást a menedzserrel. Curbishley távozása után látszólag a maradás mellett döntött, de Iain Dowie kinevezése után nem sokkal ismét menni szeretett volna, mondván, a klub nem hajlandó új szerződést adni neki. Másnap új kontraktust ajánlott neki a Charlton. Dowie, Les Reed és Alan Pardew vezetése alatt gyengén szerepelt a csapat a Premier League-ben, a szezon végén a 19. helyen végeztek, tehát kiestek a második vonalba. Ekkor Young úgy döntött, valóban távozik a The Valley-ból. Az Aston Villával, a Bolton Wanderersszel, a Newcastle Uniteddel és a Middlesbrough-val is szóba hozták.

### Middlesbrough
Young 2007 júliusában 2,5 millió font ellenében a Middlesbrough-hoz igazolt. A Newcastle United ellen mutatkozhatott be új csapatában. Első gólját 2007. november 3-án szerezte korábbi csapata, a Tottenham Hotspur elleni egy távoli lövésből. Találata pontot ért a Borónak az 1-1-re végződő találkozón.
Hamar megkedveletette magát a szurkolókkal jó teljesítményével, kis híján őt választották a legjobb Middlesbrough-játékosnak a szezon végén.

### Aston Villa
2008. augusztus 7-én az Aston Villa 6 millió fontért leigazolta Youngot, aki hároméves szerződést írt alá a Villa Parkban. A szezon első meccsén, a Manchester City ellen mutatkozott be a birminghami csapatban. Gabriel Agbonlahor mesterhármasával és John Carew találatával 4-2-re nyert a Villa. Young egy Blackburn Rovers ellen 4-2-re megnyert mérkőzésen szerezte meg első gólját a csapatban. Kiváló munkát végzett a védelem jobb oldalán, amivel a szurkolók szimpátiáját is kivívta, de később átkerült a bal oldalra Carlos Cuellar jó formája miatt. Ez sem okozott neki gondot, kiválóan feltalálta magát új szerepében.

### A válogatottban
Young először a 2004/05-ös szezon végén kapott behívót az angol válogatottba. 2005. május 28-án 14 percnyi játékidőt kapott az USA ellen. 2005. szeptember 3-án végigjátszotta a Wales elleni Vb-selejtezőt, melyet Anglia 1-0-ra megnyert. A 2006-os Vb-n sérülése miatt nem vehetett részt. Steve McClaren 2007. március 21-én behívta a keretbe az Izrael és Andorra elleni Eb-selejtezőkre, de nem kapott lehetőséget.
Utoljára 2005 novemberében képviselte Angliát a pályán Argentína ellen. Steve McClaren és Fabio Capello is behívta már azóta a válogatottba (legutóbb Spanyolország ellen 2009-ben), de nem küldték pályára.

## Sikerei, díjai

### Tottenham Hotspur
- Ligakupa-győztes: 1999

## Külső hivatkozások
- Luke Young pályafutásának statisztikái a Soccerbase oldalon (angolul)

- Luke Young adatlapja az FA.com-on